# 2024年パリオリンピックの陸上競技・女子マラソン
2024年パリオリンピックの陸上競技・女子マラソンは大会最終日の8月11日に行われた。

## 背景
オリンピックの女子マラソン競技は1984年ロサンゼルス大会から実施しており、今回が11回目である。
| 記録             | 選手(国)                     | タイム  | 場所     | 日付          |
| ---------------- | ---------------------------- | ------- | -------- | ------------- |
| 世界記録         | ティギスト・アッセファ (ETH) | 2:11.53 | ベルリン | 2023年9月24日 |
| オリンピック記録 | ティキ・ゲラナ (ETH)         | 2:23.07 | ロンドン | 2012年8月5日  |
| 今季世界最高     | ストゥメ・ケベデ (ETH)       | 2:15.55 | 東京     | 2024年3月3日  |

## コース
マラソンコースはヴェルサイユ行進に着想を得たもので、パリ市庁舎（オテル・ド・ヴィル）をスタートし、ガルニエ宮やルーヴル美術館、トロカデロ広場などを巡った後、セーヴルを経由しヴェルサイユ宮殿へ向かい、帰りはムードンの森を経由しパリへ戻る。エッフェル塔の前を通って、アンヴァリッドにゴールする。前日の8月10日夜には一般参加者が同じコースを走る市民マラソンが開催された。

## 結果
参加標準記録は2時間26分50秒。1つのNOCからは3人まで出場できる。日本からは2023年のマラソングランドチャンピオンシップで優勝した鈴木優花と2位の一山麻緒、名古屋ウィメンズマラソンで日本新記録を樹立した前田穂南が代表に選出された。
ユニバーサリティ枠による6人を含む94人が出場資格を得ていたが、2024年6月にNazret Weldu（エリトリア）とSultan Haydar（トルコ）が資格停止となり、前田が出場を取り止めたため、91人が出場し、80人が完走した。
レースはシファン・ハッサンが、最終盤の激しい競り合いを3秒差で制し、5000m（銅メダル）、10000ｍ（銅メダル）に続く3つ目のメダルを獲得した。
| 順位 | 選手                   | 国         | タイム  | タイム差 | 備考 |
| ---- | ---------------------- | ---------- | ------- | -------- | ---- |
| 1    | シファン・ハッサン     | オランダ   | 2:22:55 | –        | OR   |
| 2    | Tigst Assefa           | エチオピア | 2:22:58 | +0:03    |      |
| 3    | Hellen Obiri           | ケニア     | 2:23:10 | +0:15    | PB   |
| 4    | Sharon Lokedi          | ケニア     | 2:23:14 | +0:19    | PB   |
| 5    | Amane Beriso Shankule  | エチオピア | 2:23:57 | +1:02    |      |
| 6    | 鈴木優花               | 日本       | 2:24:02 | +1:07    | PB   |
| 7    | Delvine Relin Meringor | ルーマニア | 2:24:56 | +2:01    | SB   |
| 8    | Stella Chesang         | ウガンダ   | 2:26:01 | +3:06    |      |
| 51   | 一山麻緒               | 日本       | 2:34:13 | +11:18   | SB   |